# Roel Sikkema
Roel Sikkema (Groningen, 10 november 1953) is een Nederlands redacteur, journalist, arrangeur en amateur-organist.

## Levensloop

### Opleiding
Sikkema werd geboren als zoon van een bankier. Op zijn derde verhuisde hij met het gezin naar Rouveen waar hij zijn jeugd doorbracht. Hij ging naar de HBS aan het Christelijk Lyceum Zwolle en vervolgens naar de HBS-B aan het Gereformeerd Lyceum Groningen. Hierna studeerde hij geschiedenis MO aan de Leidse Onderwijsinstellingen en de Universiteit Utrecht.

### Loopbaan
Sikkema begon in 1975 zijn maatschappelijke carrière als administratief medewerker en filiaalbeheerder bij Bookimpex in Den Haag. Hierna was hij in het schooljaar 1981-1982 geschiedenisleraar aan de Gereformeerde Scholengemeenschap in Amersfoort, het latere Guido. In de jaren tachtig werkte hij als verkoopmedewerker bij uitgeverij De Vuurbaak in Groningen en vanaf 1985 in Barneveld. Sinds de jaren negentig werkte hij redacteur, eerst bij het christelijk persbureau 'Internieuws' en vanaf begin 1992 bij het Nederlands Dagblad. Hij ging in maart 2020 met pensioen.
Sikkema is ook werkzaam als kerkmusicus bij de Nederlandse Gereformeerde Kerken (voorheen Gereformeerde Kerken vrijgemaakt). Hij werd in 1967 benoemd als organist van de gereformeerde kerk in Rouveen. Gevolgd door de Jeruzalemkapel in Den Haag (1976), De Kandelaar in Amersfoort (1982) en de Columnakerk in Groningen (1984). Hij is sinds 1985 tot op heden organist van De Burcht in Barneveld. Daarnaast componeert en arrangeert hij ook muziekstukken.

## Bladmuziek
Een selectie muziekstukken die door Sikkema zijn gearrangeerd
- Aan U behoort, o Heer der heren
- Barmhartig Vader op uw troon
- Blaas de bazuin en sla de trom
- Blijf mij nabij, wanneer het duister daalt
- Dank U, trouwe Vader
- Dank U, voor deze nieuwe morgen
- De dag van onze Vorst brak aan
- De Heer is mijn Herder
- De Heer zegene u
- De Koning gaat zijn zegetocht
- De nacht is haast ten einde
- De wind draagt door de velden
- Een lied weerklinkt in deze nacht
- Eens komt de grote zomer
- Eigenroem is uitgesloten
- Ere zij God
- Geef, Heer, den Koning uwe rechten
- Gij hebt uw woord gegeven
- God in de hoog' alleen zij eer
- Heer Jezus, Koning zonder troon
- Heer Jezus, o Gij dageraad
- Heer, ik kom tot U
- Heer, onze Heer, grootmachtig Opperwezen
- Heer, U bent mijn leven
- Heilig, heilig, heilig
- Heilig, heilig, heilig, hemelhoog verheven
- Here Jezus, dank U wel
- Het water is het teken
- Hij komt bij ons terug
- Hoe lieflijk, hoe vol heilgenot
- Hoort aan, gij die Gods kinderen zijt
- Ik ga slapen, ik ben moe
- Ik loof den HEER', mijn God
- In het vroege morgenlicht
- Ja, de Trooster is gekomen
- Je bent toch niet als Thomas
- Je zult maar herder wezen
- Jeruzalem, o stad zo hoog gebouwd
- Jezus leeft in eeuwigheid
- Jij bent van God, mijn kind
- 'k Heb geloofd, en daarom zing ik
- 'k Wil U, o God, mijn dank betalen
- Laat komen, Heer, uw rijk
- Looft, looft, verheugd den HEER' der Heren
- Mijn hart verheft zich niet, o HEER'
- Mijn Verlosser hangt aan 't kruis
- Nu daagt het in het oosten
- O God, die droeg ons voorgeslacht
- O HEER', de Koning is verheugd
- O zalig licht, Drievuldigheid
- O Zoon van God, ons vlees en bloed
- Roept uit aan alle stranden
- Simeon
- Toen Jozef droomde in de nacht
- Uw Woord is een lamp
- Vernieuw Gij mij, o eeuwig Licht
- Waartoe geploegd, als 't zaad
- Wie hier mag zijn, vergeet het niet
- Wij loven U, o God, in diepe dankbaarheid
- Woon in ons midden, Heilige Geest
- Wordt krachtig in de Heer
- Zegen ons Algoede
- Zonne en maan